# Грецизация имён
Грецизация имён — приведение к греческому звучанию негреческого названия или личного имени.

## История

### Древний мир
Ассимиляция других народов в виде грецизации собственных имен происходила с античных времен, когда греческий язык и культура вместе с эллинизмом распространялись в восточном Средиземноморье, а после Александра Македонского также в Средней Азии и Индии.
В эпоху Римской империи был распространен перевод названий на латынь на Западе и греческий на Востоке (грецизация в Византии в основном завершилась к VII веку). Латинские имена преобразовывались греческими окончаниями (аналогичный процесс с латинскими окончаниями происходил в обратном направлении).
Имена многочисленных исторических личностей стран Азии и Африки распространены в их грецизированной форме в основном потому, что они дошли до нас в изложении греческих авторов:
- с египетского: Хуфу → Χέοψ (Хеопс)‚ Менкаура → Μυκερῖνος (Микеринос → Микерин)
- с персидского: Хашаярша → Ξέρξης (Ксеркис → Ксеркс)
- с арабского: Ибн Маймун → Μαϊμονίδης (Маймонидис → Маймонид)

На Ближнем Востоке (в частности в Палестине) основными носителями греческого языка и культуры долгое время были высшие классы. Примерами этого являются грецизированные библейские имена:
- Мирьям → Μαρία (Мария)
- Элишева → Ελισάβετ (Элисавет → Елизавета)

### Эпоха Возрождения
С начала Ренессанса трансформация своих фамилий на языки классической античной литературы в качестве псевдонима была распространенным явлением среди научных и религиозных авторов-гуманистов. Нередко она производилась для сокрытия скромного социального происхождения. Такое изменение могло осуществляться переводом имени с определённым значением (иногда с игрой слов) или созданием нового имени, основанного на каком-то атрибуте человека. Получившийся псевдоним в отдельных случаях мог закрепиться за его семьей и потомками как основная фамилия.
Историческим фоном для подобных трансформаций стал окончательный крах Византийской империи и падение Константинополя в 1453 году. Грекоязычные ученые в большом количестве бежали от османского нашествия в страны Центральной Европы, где их влияние привело к повышенному интересу к древнегреческим авторам и увеличению значения греческого языка в науке. Косвенно это повлияло и на практику изменения фамилий: в основном с этой целью использовалась латынь, но в некоторых случаях и греческий (иногда с латинскими суффиксами):
- Бок (нем. Bock — «козёл») → τράγος (Tragus, рус. Трагус)
- Грауманн (нем. Grau Mann — «серый человек») → πολιός ἀνδρ (Poliander, рус. Полиандер)
- Рейхлин (нем. Räuchlein — «дым») → καπνός (Capnion, рус. Капнион)
- Хаусшайн (нем. Haus Schein — «дом света») → οἶκος λαμπάς (Ökolampad, Эколампадий)
- Шварцердт (нем. Schwartz Erdt — «черная земля») → μελάγ χθων (Melanchthon, Меланхтон)

### Новое время
В XIX веке на фоне греческой войны за независимость от Османской империи также были отдельные примеры грецизации имен и фамилий среди представителей движения филэллинов. Так, немецкая писательница Мария Эсперанса фон Шварц (фр. Espérance нем. Schwartz — «Надежда Чёрная») публиковала свои произведения под псевдонимом Ελπίς Μέλαινα (Elpis Melena, рус. Элпис Мелена).